# نايل ريتز كارلتون
نايل ريتز كارلتون (بالإنجليزية: Nile Ritz Carlton)‏ هو فندق 5 نجوم تملكه الحكومة المصرية ممثلة في شركة «مصر للفنادق» تقوم بادارته شركة ذا ريتز كارلتون الأمريكية الشهيرة في مجال إدارة الفنادق
يقع الفندق قي قلب القاهرة بميدان التحرير وبمقابل ضفاف النيل مباشرة، ويضم 13 طابقا، تضم نحو 327 غرفة، و52 جناحا بمستويات مختلفة

## تاريخ
افتتح الفندق عام 1959 الرئيس المصري الراحل جمال عبد الناصر، وملك الأردن الراحل الملك حسين، والرئيس السوري الراحل حافظ الأسد، وكان اسمه فندق «النيل هيلتون»، حيث كانت تديره شركة «هيلتون العالمية»، واشتهر دوما بأنه قبلة المشاهير من النجوم حول العالم، نظرا لموقعه المتميز المركزي في قلب القاهرة والمطل على نهر النيل بالقرب من المتحف المصري، وجامعة الدول العربية، والمواقع التاريخية والتجارية ومناطق التسوق.. فنزل فيه الرئيس الأميركي فورد، ، إضافة إلى نخبة من كبار النجوم العالميين مثل: روجر مور وفرنك سيناترا، وإليزابيث تايلور، ونيلسون روكفيللر 
اعيد افتتاح الفندق في نوفمبر 2015 بعد تجديده بتكلفة 940 مليون جنيه مصري بحضور شريف إسماعيل رئيس الوزراء المصري 

## معرض الصور

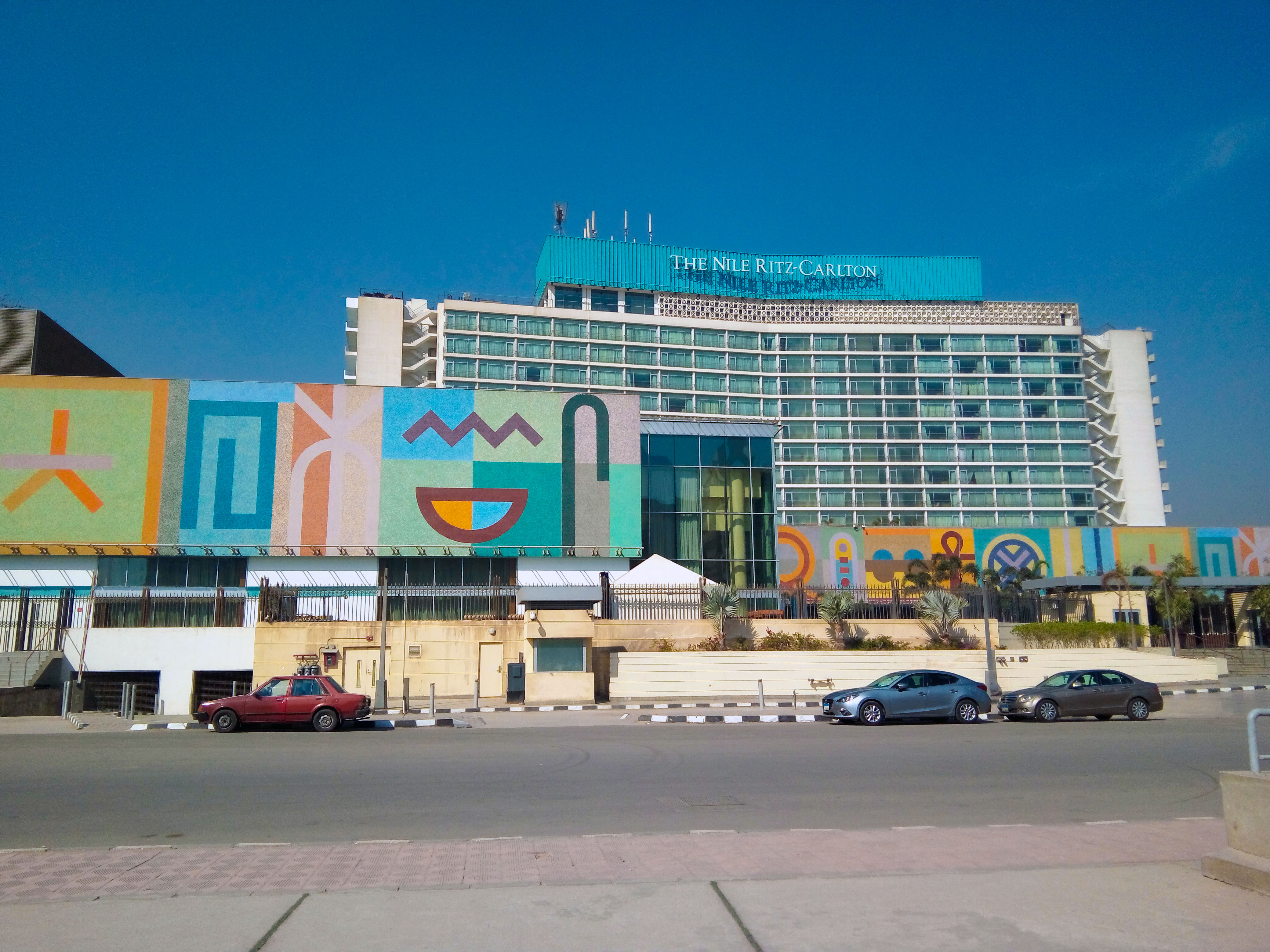
منظر خارجي للفندق
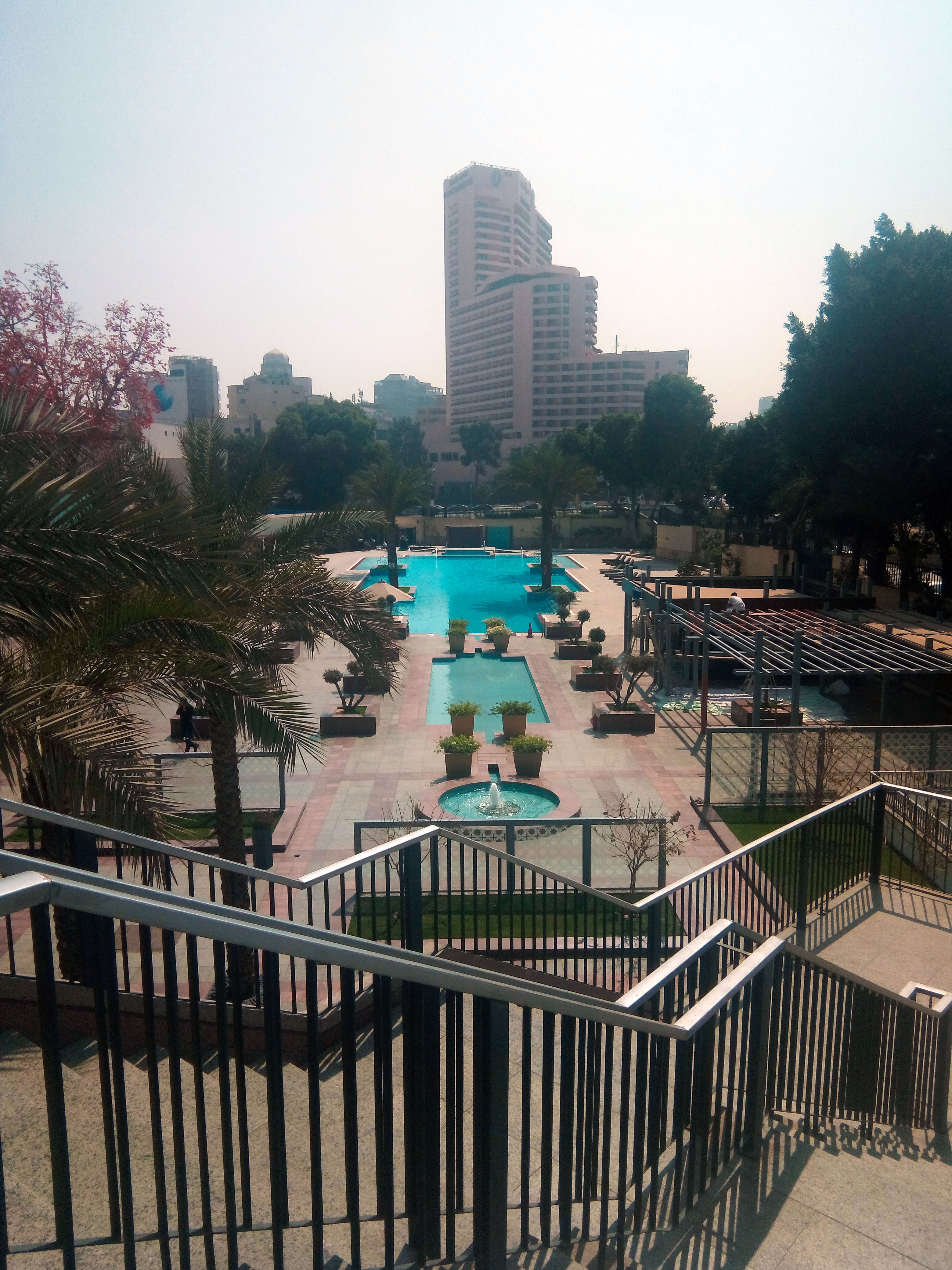
حمامات السباحةبالفندق
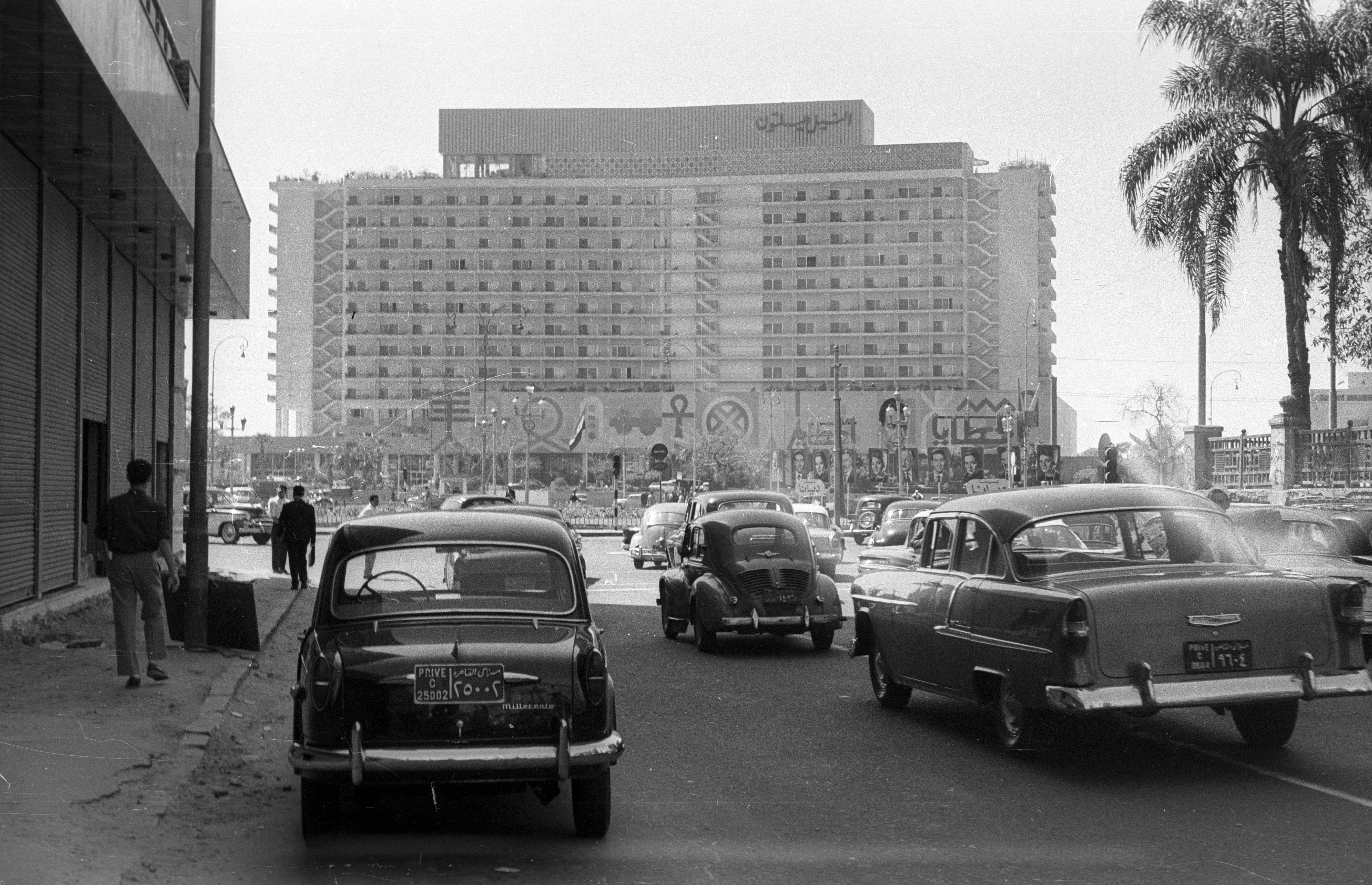
الفندق عام 1962